# Staw Denkowski
Staw Denkowski – dawna miejscowość, obecnie w granicach  Ostrowca Świętokrzyskiego, w jego południowo-wschodniej części. Obecnie jest to obszar przemysłowy.
Staw Denkowski to dawny folwark nad rzeką Kamienną. W 1827 Staw Denkowski miał 10 domów i 94 mieszkańców. W 1885 roku już tylko 1 dom i 30 mieszkańców. W latach 1867–1870 należał do gminy Bodzechów w powiecie opatowskim w guberni kieleckiej. 13 stycznia 1870 Staw Denkowski (określany już jako wieś) wyłączono z gminy Bodzechów i włączono do gminy Częstocice, w związku z pozbawieniem praw miejskich Denkowa i włączenia go tamże.
W 1870 roku z części gruntu folwarku Staw Denkowski, nabytej przez właścicieli tutejszej cukrowni, powstała osada Karolinów. W 1882 r. była tu destylarnia wódek należąca do M. Jellinka i spółki. W 1898 r. część folwarku Staw Denkowski zakupił K.G. Schroder i J. Przepiórka, wcześniej T. Głowacki, umieszczając na Bolesławowie cegielnię „Jadwigów”. Nazwy Cegielnia (SIMC 0947320) i Cukrownia (0947337) nadal stanowią oficjalne części miasta Ostrowca, natomiast nazwa Staw Denkowski zanikła.
Obszar ten został włączony do Ostrowca wraz z Denkowem w 1954 roku w związku z rozszerzeniem południowych granic miasta.